# Níjniaia Gostagaika
Níjniaia Gostagaika - Нижняя Гостагайка (rus) - és un khútor del krai de Krasnodar, a Rússia. Es troba a la vora esquerra del riu Gostagaika. És a 17 km al nord d'Anapa i a 128 km a l'oest de Krasnodar.
Pertany al poble de Tsibanobalka.